# Coordinamento dimensionale
Il  coordinamento è il procedimento attraverso il quale si riduce in ordine un insieme così da costituire un tutto organico. Questo concetto se trasferito nella progettazione architettonica, può diventare è un principio con il quale l'architetto può creare la sua opera.
Questo, limitatamente al problema dimensionale, si è ampiamente applicato anche in antichità attraverso l'uso di un modulo che riduceva la varietà delle dimensioni usate in un singolo progetto.
Data la complessità della costruzione edile il  rispetto di un coordinamento dimensionale permette di razionalizzare la realizzazione rendendo compatibili i vari elementi che compongono l'esecuzione.
Questa era la progettazione modulare che oggi è ancora presente ma non più legata a scelte del progettista ma dovuta ai condizionamenti dovuti all'uso di diversi componenti disponibili.
Si è passato dal tempo in cui le dimensioni degli elementi che compongono la costruzione erano definiti dal progettista al tempo in cui gli elementi che possono essere utilizzati condizionano il progetto. 
Se vi è un coordinamento dimensionale tra i vari prodotti che si possono utilizzare si realizza un mercato concorrenziale che non impone l'impiego di prodotti di uno stesso produttore  ma permette l'impiego di vari prodotti. Questo  innesca lo sviluppo dell'industrializzazione che si basa sul miglioramento della qualità e la diminuzione del costo. 